# José María Reyes
José María Reyes (Córdoba del Tucumán, 3 de mayo de 1803 - Montevideo, 5 de agosto de 1864) fue un militar y geógrafo argentino de destacada actuación en Argentina y la Banda Oriental (actual Uruguay) y pasó a integrar su ejército luego de su independencia.

## Biografía
Hijo de Rafael de los Reyes y Conti y Francisca Solana de Anero Fernández. Casado con Manuela Petrona del Villar Píriz, padres de 12 hijos, una de ellos (Elvira) estuvo en pareja con Julio Herrera y Obes, presidente uruguayo.
Recibió sus estudios en Buenos Aires y obtuvo el grado de Alférez de Ingenieros, accediendo más tarde al de Teniente de Artillería y con posterioridad a las luchas de 1820, logró el grado de Capitán. Entre 1822 y 1824, el ejército argentino le encomienda participar en la campañas contra los indios y lleva a cabo trabajos geográficos en Río Negro, La Pampa y Bahía Blanca. Fue miembro del Ejército Republicano que luchó contra el Brasil en territorio Oriental en el Departamento de Artillería del Estado Mayor General. Tuvo una destacada actuación como Capitán en la Batalla de Ituzaingó ocurrida el 20 de febrero de 1827 en la que recibió por orden del general Carlos María de Alvear, el mando de una de las baterías. Debido a esto recibe el ascenso a Sargento Mayor en el mismo campo de batalla. Cuando se logra la independencia del Estado Oriental, se integra a partir de 1 de julio de 1829, al recién creado Ejército Nacional con el grado de Sargento Mayor de Artillería.
Durante el gobierno de Fructuoso Rivera, revistió como Oficial Mayor del Ministerio de Gobierno y Relaciones Exteriores y le fue asignada la presidencia de la Comisión Topográfica. En julio de 1831 se gradúa como Teniente Coronel y en 1832 recibe la efectividad. Asciende a Coronel Graduado en diciembre de 1834, cumpliendo funciones de Ministro General encargado del despacho entre enero y febrero de 1835. Asciende a Coronel de Ingenieros efectivo el 4 de noviembre de 1836. En 1838 un decreto del 28 de julio de ese año lo destina como Encargado de Negocios de la República a la corte del Brasil para discutir los límites entre ambas naciones ya que los mismos no habían sido definidos en forma precisa en la Convención Preliminar de Paz. A su regreso a la capital uruguaya se dedicó fundamentalmente a tareas geográficas y cartográficas.
Se exilia en Buenos Aires debido a sus vínculos con Manuel Oribe y regresa a Uruguay cuando el mismo sitia Montevideo en febrero de 1843 durante la Guerra Grande. Para el Gobierno del Cerrito cumplió tareas de fortificación del Cerrito de la Victoria. Asimismo tuvo a su cargo talleres de elaboración de pólvora y pirotecnia, y de fundición y de salitrería que satisficieron por un período los requerimientos del ejército de Oribe. Recibe el mando del Escuadrón de Artillería del ejército sitiador en enero de 1847. Por otra parte, tuvo a su cargo la formulación de la planta y delineación del entonces pueblo de La Unión así como la de la construcción destinada para Universidad Provisoria. También realizó trabajos de topografía en diversos pueblos del interior de la República, y en varias propiedades del Estado. También participa en la planificación urbana de la Villa de la Restauración y presenta Manuel Oribe la primera Carta Topográfica del Uruguay, con grabados de Alberico Isola, la cual fue impresa en Buenos Aires.
Culminada la Guerra Grande, participa en la Comisión de límites con Brasil como representante uruguayo, tarea que comienza en 1852 y se extiende hasta 1857. Publica la obra Descripción Geográfica de la República del Uruguay, la cual es fruto de sus actividades de investigación geográfica en territorio Uruguayo y contiene entre otras informaciones cuadros estadísticos y observaciones geológicas. A partir del 30 de agosto de 1859 reviste como Coronel mayor (General) y en enero de 1861 es designado como Director Interino de la Escuela Militar. Desde setiembre de ese año se desempeña como Inspector del Ejército en Artillería, Parque y Fortificaciones y participa asimismo de la Comisión redactora del Código Militar. Miembro del Tribunal Militar Permanente en 1863, fallece en Montevideo al año siguiente.